# Olive Branch
Olive Branch és una població dels Estats Units a l'estat de Mississipi. Segons el cens del United States Census 2007 estimate tenia 30.675 habitants.

## Demografia
Segons el cens del 2000, Olive Branch tenia 21.054 habitants, 7.546 habitatges, i 6.036 famílies. La densitat de població era de 224,6 habitants per km².
Dels 7.546 habitatges en un 42,8% hi vivien nens de menys de 18 anys, en un 65,8% hi vivien parelles casades, en un 10,6% dones solteres, i en un 20% no eren unitats familiars. En el 16,3% dels habitatges hi vivien persones soles el 5,1% de les quals corresponia a persones de 65 anys o més que vivien soles. El nombre mitjà de persones vivint en cada habitatge era de 2,78 i el nombre mitjà de persones que vivien en cada família era de 3,13.
Per edats la població es repartia de la següent manera: un 29,5% tenia menys de 18 anys, un 6,8% entre 18 i 24, un 34,7% entre 25 i 44, un 20% de 45 a 60 i un 8,9% 65 anys o més.
L'edat mediana era de 33 anys. Per cada 100 dones de 18 o més anys hi havia 92,9 homes.
La renda mediana per habitatge era de 55.187$ i la renda mediana per família de 60.851$. Els homes tenien una renda mediana de 42.288$ mentre que les dones 28.287$. La renda per capita de la població era de 22.680$. Entorn del 3,9% de les famílies i el 5,2% de la població estaven per davall del llindar de pobresa.

## Poblacions més properes
El següent diagrama mostra les poblacions més properes.